# N/a
n/a, escrito con letras minúsculas, es una abreviatura de uso común en el inglés utilizada para indicar la omisión deliberada de información existente en un campo de una tabla, listado o formulario, por motivo de no corresponder en el caso particular de la cuestión, o simplemente por no estar disponible dicha información. La barra inclinada («/») indica que es una abreviación de palabras en minúscula.
Se refiere a:
- not available[2][3] (no disponible)
- not applicable[4][5][2][3] (no corresponde en el caso)
- not assessed[6]
- no answer (sin respuesta; aunque este significado solo se usa en ciertas situaciones)